# رابطه پوشش ریسک
رابطه پوشش ریسک (انگلیسی: Hedge relationship) در حسابداری به ارتباط بین یک ابزار مالی (مانند قرارداد آتی، اختیار معامله یا سواپ) و یک قلم دارایی یا بدهی موجود در ترازنامه اشاره دارد که هدف آن کاهش ریسک ناشی از نوسانات قیمت یا نرخ بهره است. به عبارت دیگر، رابطه پوشش ریسک به این معنی است که یک ابزار مالی به‌طور خاص برای جبران ریسک یک دارایی یا بدهی دیگر استفاده می‌شود.
برای مثال، یک شرکت ممکن است برای پوشش ریسک نوسانات نرخ ارز، یک قرارداد آتی ارز خریداری کند. در این صورت، رابطه پوشش ریسک بین قرارداد آتی و دارایی یا بدهی که در معرض ریسک نوسانات نرخ ارز است، برقرار می‌شود.
در حسابداری، رابطه پوشش ریسک باید به درستی شناسایی و مستندسازی شود تا بتوان از روش‌های حسابداری پوشش ریسک استفاده کرد. این روش‌ها به شرکت‌ها اجازه می‌دهند تا تأثیر تغییرات ارزش منصفانه ابزار پوشش ریسک و قلم پوشش داده شده را در صورت‌های مالی خود به‌طور مؤثرتری نشان دهند.

## ویژگی‌های کلیدی ابزار پوشش ریسک
- قابلیت پیش‌بینی: این ابزارها به کاربران اجازه می‌دهند که تاثیر تغییرات آینده را شبیه‌سازی و مدیریت کنند.
- انعطاف‌پذیری: بسته به نیاز و اهداف، انواع مختلفی از این ابزارها برای استفاده وجود دارد.
- کاهش زیان احتمالی: به جای حذف کامل ریسک، این ابزارها تاثیرات زیان‌بار ریسک را کاهش می‌دهند.

## روش‌های انتخاب ابزار مناسب پوشش ریسک
1. تحلیل نیازها و اهداف: برای شروع، باید شرکت یا سرمایه‌گذار ابتدا نیازها و اهداف خود را به دقت تحلیل کند. این شامل شناسایی نوع ریسک‌هایی است که ممکن است با آن مواجه شوند (مانند نوسانات ارزی، نرخ بهره، یا قیمت کالاها). در این مرحله، باید مشخص شود که آیا هدف کاهش زیان‌ها، تثبیت درآمدها، یا حفظ ارزش دارایی‌ها است.
2. ارزیابی ابزارهای موجود: بررسی جامع ابزارهای موجود در بازار ضروری است. هر ابزار ویژگی‌ها، مزایا و محدودیت‌های خاص خود را دارد. برای مثال، اگر هدف کاهش نوسانات نرخ ارز باشد، ابزارهایی مانند قراردادهای آتی یا معاوضه‌ها می‌توانند مؤثر باشند. این ارزیابی باید شامل مقایسه هزینه‌ها، پیچیدگی استفاده، و میزان تأثیرگذاری ابزار باشد
3. مشاوره با متخصصان: کارشناسان مالی می‌توانند نقش کلیدی در انتخاب ابزار مناسب داشته باشند. آن‌ها با تحلیل شرایط بازار، ارائه پیشنهادهای کاربردی، و پیش‌بینی‌های دقیق، به شما کمک می‌کنند تا تصمیم‌گیری آگاهانه داشته باشید. استفاده از مشاوره حرفه‌ای می‌تواند از خطاهای پرهزینه جلوگیری کند و راه‌حل‌های سفارشی برای نیازهای خاص شما ارائه دهد.
4. ارزیابی تطابق با استراتژی کلی: ابزار انتخابی باید با استراتژی کلی شرکت یا سرمایه‌گذار همخوانی داشته باشد. به عنوان مثال، یک شرکت با استراتژی رشد ممکن است نیاز به ابزارهای متفاوتی نسبت به یک شرکت با تمرکز بر حفظ ثبات داشته باشد.
5. آزمایش و پایش مداوم: پس از انتخاب ابزار، لازم است کارایی آن در شرایط واقعی بازار آزمایش شود. علاوه بر این، باید به طور مداوم عملکرد ابزار پوشش ریسک پایش شده و در صورت نیاز، اصلاحات لازم انجام شود.[۱]